# Zwischenmittel

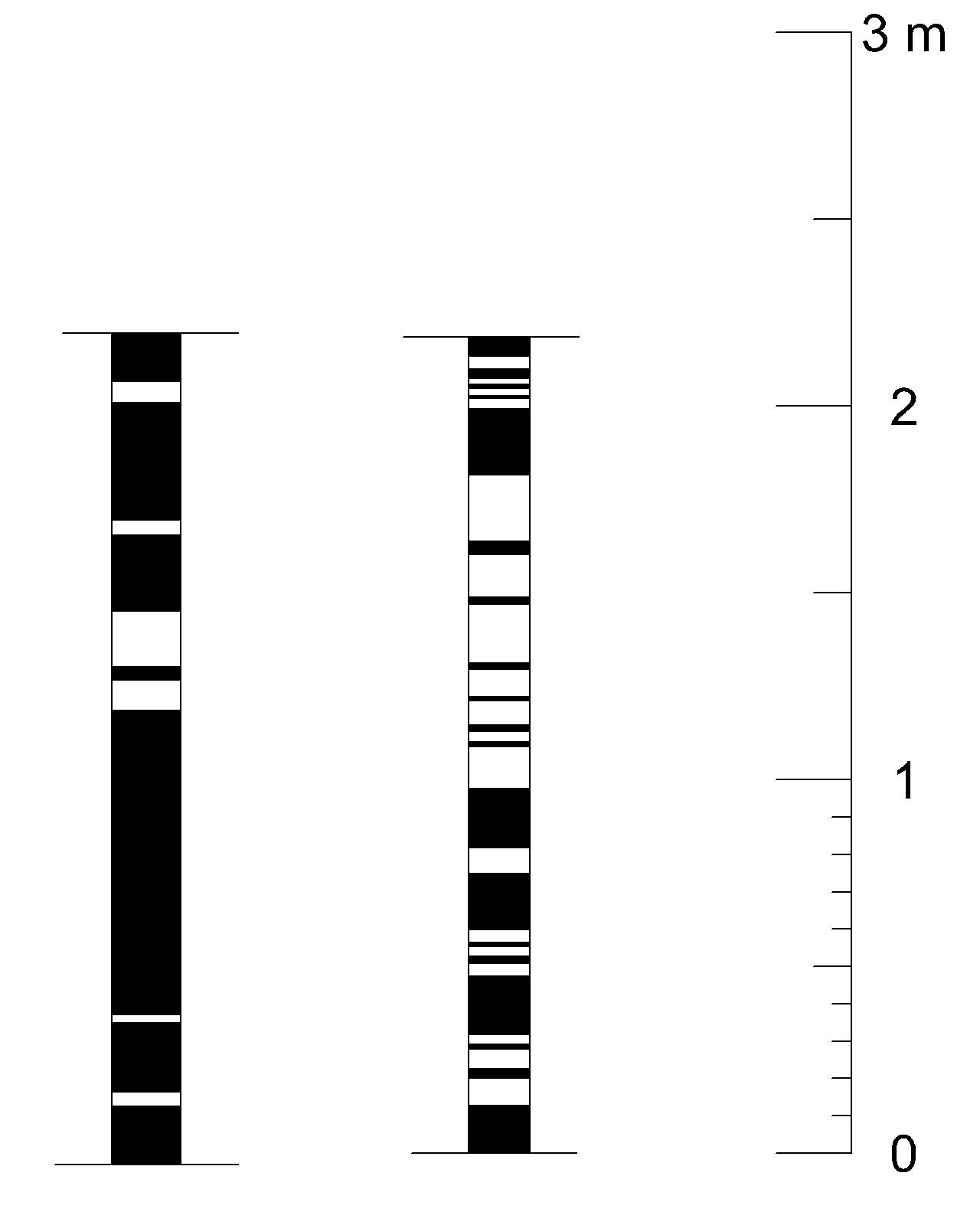
Zwei Vertikalschnitte durch das Schichtenkohlenflöz III, die horizontale Entfernung zwischen beiden Schnitten beträgt 18 m. Das Bild illustriert die unterschiedliche Ausbildung von Kohle (schwarz) und Zwischenmitteln (weiß) auf engem Raum.

Als Zwischenmittel (Mittel, Bergemittel) bezeichnet man im Bergbau dünne Schichten tauben Gesteins zwischen zwei abbauwürdigen Erzlagern, Flözen oder Partien eines Flözes.

## Entstehung
Zwischenmittel entstehen bei der Sedimentation, der Ablagerung von organischem und nichtorganischem Material, auf dieselbe Weise wie das spätere Nutzmineral. Im Unterschied zu diesem besteht das Zwischenmittel aus nicht nutzbaren bzw. nicht bauwürdigen Mineralien. Da der Ablagerungsprozeß in geologischen Zeiträumen verläuft, kommt es durch veränderte Ablagerungsbedingungen (beispielsweise durch eine partielle Hebung des Sedimentationsbeckens) zu unterschiedlicher Ablagerung von Nutz- und taubem Mineral. Die Mächtigkeiten der Flöze können schwanken; das Zwischenmittel kann räumlich begrenzt eine große Mächtigkeit aufweisen oder völlig verschwinden, umgekehrt kann auch das Nutzmineral vertauben, d. h. durch zunehmenden Bergeanteil unbauwürdig werden.

## Vorkommen und Mineralisation
Zwischenmittel kommen in fast allen flözartigen Lagerstätten vor. Im Steinkohlenbergbau bestehen sie aus nichtorganischen Bestandteilen, meistens Tonschiefer oder Sandstein, aber auch aus Toneisenstein oder Kohleneisenstein. Früher wurde gelegentlich ein solches Zwischenmittel als nutzbar mitgewonnen.